# Neohermes concolor
Neohermes concolor är en insektsart som först beskrevs av K. Davis 1903.  Neohermes concolor ingår i släktet Neohermes och familjen Corydalidae. Inga underarter finns listade i Catalogue of Life.